# کوبییا
کوبییا (به اسپانیایی: Cubilla, Soria) یک دهستان در اسپانیا است که در سریا واقع شده‌است.

## خصوصیات
کوبییا ۲۰ کیلومترمربع مساحت و ۶۰ نفر جمعیت دارد.